# Syndrome de Gilles de La Tourette
Pour les articles homonymes, voir Latourette et Tourette.
 Mise en garde médicale
Le syndrome de Gilles de La Tourette, parfois abrégé sous le sigle SGT et nommé maladie de Gilles de La Tourette, est un trouble neurologique caractérisé par des tics moteurs et vocaux. Il débute dans l'enfance et peut être héréditaire.
Ce syndrome a d'abord été considéré comme une maladie neuropsychiatrique rare et associé à la production de mots obscènes (coprolalie), un symptôme qui n'est toutefois présent que dans une minorité de cas, contrairement à cette idée persistante qui est un cliché. Le syndrome de Gilles de La Tourette n'est plus considéré comme rare, mais doit être correctement identifié car la plupart des cas sont de moyenne sévérité. Entre 1  et   10 enfants sur 1 000 sont atteints de ce syndrome ; dont 10 sur 1 000 individus sont atteints de tics, dont les plus communs sont la toux, le raclement de gorge, le reniflement et les mouvements faciaux. Le syndrome de Gilles de La Tourette n'affecte pas les capacités cognitives ni l'espérance de vie. La sévérité des tics diminue pour la plupart des enfants durant le passage de l'enfance à l'adolescence et, à l'âge adulte, les cas sévères sont rares.
Les facteurs environnementaux et génétiques jouent un rôle dans l'étiologie de La Tourette, mais les causes exactes sont inconnues. Le manque d'inter-neurones cholinergiques semble être responsable. Il n'existe aucun médicament efficace pour traiter tous les cas de tics, et dans la plupart des cas, ils sont inutiles, mais il existe des médicaments et thérapies efficaces sur certains individus. L'explication et la reprise de confiance en soi sont parfois suffisantes comme traitement ; l'éducation est une partie importante du traitement.
Son nom lui fut donné par Jean-Martin Charcot (1825-1893) en l’honneur de son élève, Georges Gilles de La Tourette (1857-1904), médecin neurologue français.

## Épidémiologie
Généralement, le syndrome de Gilles de La Tourette est diagnostiqué vers l'âge de 7 ans, alors que ses premières manifestations apparaissent en général entre trois et huit ans, et une prédominance masculine (4 garçons pour 1 fille) est reconnue.
Sa prévalence serait d'environ 1 % des enfants et semble plus rare chez les Africains subsahariens et les Afro-Américains.
Les tics apparaissent pendant l’enfance et tendent ensuite à s’estomper ou à disparaître au début de l’âge adulte dans 60 à 85 % des cas, si bien que le diagnostic peut être difficile chez les adultes. La prévalence est d’ailleurs nettement plus élevée chez les enfants que chez les adultes. Les enfants ont cinq à vingt fois plus de probabilité d’être atteints de tics que les adultes, et environ une personne sur cent a connu des tics, en incluant les tics chroniques et les tics temporaires de l’enfance.
L’association avec une dépression, un trouble du déficit de l’attention avec ou sans hyperactivité ou un trouble obsessionnel compulsif est fréquente. Dans un cas sur cinq, un parent proche est porteur de ces mêmes symptômes.

## Diagnostic
L'évolution en est souvent variable. Les tics moteurs précèdent, en règle générale, les tics vocaux. Les tics sont classiquement exacerbés lors d'un stress mais peuvent être également majorés sans qu'aucune explication émotionnelle ne puisse être donnée. Ils sont précédés par une sensation de tension et la réalisation du tic permet l'apaisement de cette tension, ce qui les distingue des myoclonies et autres mouvements involontaires. L'importance des tics semble diminuer sensiblement à l'âge adulte. Chez les personnes adultes, près de la moitié d'entre elles ne présentent plus de symptômes. Il existe cependant des formes exacerbées.
Des cas d’autisme associé au syndrome de Gilles de La Tourette ont été signalés.
Des tics verbaux (insultes, etc.) sont présents dans l’évolution de moins de 20 % des cas et peuvent parfois être associés à des comportements « choquants »,.
Il n’existe pas de trouble des fonctions supérieures.
Le diagnostic est uniquement clinique et associe au moins deux tics moteurs et un tic vocal depuis au moins un an et survenant avant l’âge de 18 ans, sans symptôme neurologique sous-jacent ou prise de certains toxiques[pas clair] (DSM-5).

## Causes
Le mécanisme précis provoquant ce syndrome est inconnu.

### Causes neurologiques
Des facteurs à la fois génétiques et environnementaux pourraient induire une hyperactivité des neurones de la substance noire, lieu de production de la dopamine. Ce neurotransmetteur est connu pour son rôle important dans l'inhibition des actions et des comportements. Il existe également des anomalies des circuits neuronaux entre le cortex et les noyaux gris centraux.
Les tics sont supposés résulter de dysfonctionnements dans les régions corticales et subcorticales, dans le thalamus, les ganglions de la base et le cortex frontal. Les modèles neuroanatomiques impliquent des lésions des circuits reliant le cortex et le subcortex dans le cerveau, et les techniques d'imagerie médicale montrent une implication des ganglions de la base et du cortex frontal,,. Certaines formes de TOC pourraient être génétiquement liées au syndrome de Gilles de la Tourette. Un sous-ensemble de TOC est souvent considéré comme étiologiquement lié au syndrome de Gilles de la Tourette et pourrait être une expression différente des mêmes facteurs qui provoquent l'expression des tics.
Les patients atteints de ce syndrome présentent un taux de GABA plus élevé que les sujets qui en sont indemnes, particulièrement dans les cortex moteurs primaires et accessoires, et également dans une aire dont dépend la gestion visuelle.

### Causes génétiques
Il existe une transmission génétique du syndrome dans la majorité des cas, bien que le détail de cette transmission ne soit pas connu Plusieurs gènes ont été identifiés. Ainsi une anomalie sur la protéine SLITRK1, une mutation du gène codant une enzyme intervenant dans le métabolisme de l'histidine, sont associées avec le syndrome. Dans certains cas, les tics ne sont apparemment pas transmis génétiquement et il est alors question de forme « sporadique » du syndrome (connu aussi sous le terme anglais de tourettism).
Une personne atteinte du syndrome de Gilles de La Tourette a une chance sur deux de transmettre le ou les gènes impliqués à ses enfants, mais l'expression clinique du syndrome est très variable, et tous ceux héritant du gène ne l'exprimeront pas forcément. Des membres de la famille peuvent être atteints à des degrés de sévérité très différents, voire ne pas être touchés du tout. Le ou les gènes peuvent s'exprimer comme un syndrome de Gilles de La Tourette classique, comme des tics chroniques, ou des troubles obsessionnels compulsifs (TOC) sans tics. Seule une minorité d'enfants ayant hérité du gène ont des symptômes suffisamment sérieux pour nécessiter une prise en charge médicale. Les hommes ont tendance à exprimer plus de tics que les femmes.
Le lien génétique entre TDAH et le syndrome de Gilles de La Tourette n'est cependant pas totalement établi.

### Causes environnementales
Des facteurs non génétiques, environnementaux ou infectieux, sans être à l’origine du syndrome, peuvent influer sur sa sévérité.
Le tabagisme maternel au moment de la conception et de la grossesse augmente le risque du syndrome de Gilles de La Tourette, ainsi que de plusieurs comorbidités psychiatriques (« même après ajustement pour plusieurs variables importantes, y compris les antécédents psychiatriques maternels, le statut socioéconomique et le tabagisme du partenaire »).
Il existe des perturbations de plusieurs paramètres de l’immunité, ce qui peut suggérer une cause immunitaire.

## Traitement

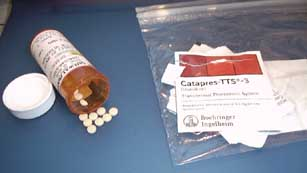
La clonidine est l'un des médicaments typiquement essayés pour le syndrome de Gilles de La Tourette.

La prise en charge du syndrome a fait l'objet de la publication de recommandations par l'« European Society for the Study of Tourette Syndrome » en 2011 (traitement médicamenteux, traitements comportementaux et prise en charge psycho-sociale, stimulation cérébrale profonde).

### Médicamenteux
Il est possible d'atténuer ses symptômes par des neuroleptiques tels que la rispéridone, des antidépresseurs (associés à la neurosécrétion de sérotonine) ou encore des anxiolytiques (benzodiazépines), mais il n'existe pas de traitement permettant la guérison définitive. Les seuls médicaments autorisés aux États-Unis en 2010 sont l'halopéridol et le pimozide. La clonidine, un antihypertenseur, a une bonne efficacité sur les symptômes, spécialement lorsqu'ils sont associés avec un syndrome d'hyperactivité. Chez les enfants ayant également un syndrome d'hyperactivité, la méthylphénidate associée à la clonidine peut diminuer l’apparition des tics.
D’autres médicaments furent testés avec plus ou moins de succès, comme la tétrabénazine ou le topiramate. Dans tous les cas, ces traitements doivent être prolongés et sont parfois associés. Une thérapie comportementale pourrait améliorer sensiblement les symptômes.
Dans certaines formes de tics (clignement des yeux par exemple), l'injection locale de toxine botulique peut améliorer les symptômes pendant quelques mois. Dans les cas rebelles, la stimulation cérébrale après implantation d'électrodes dans le thalamus permet d'améliorer le syndrome, mais la place de cette technique particulièrement lourde et non dénuée de risques n'est pas encore formellement établie.

### Stimulation cérébrale profonde
La stimulation cérébrale profonde consiste à implanter des électrodes dans certaines structures cérébrales et à les relier à une batterie qui délivre des impulsions électriques. Elle a été testée pour la première fois en 1994 dans cette indication et semble prometteuse, même si probablement réservée à des cas invalidants et réfractaires.

### Non médicamenteux
Certains médecins prescrivent à leur patients du cannabis thérapeutique,. Une méta-analyse n'y trouve pas d'intérêt tandis que d'autres études montrent son efficacité et sa sécurité,,.
Les thérapies cognitivo-comportementales pourraient être utiles quand les troubles obsessionnels compulsifs sont présents. Des techniques de relaxation comme l'exercice physique, le yoga, la méditation pourraient être utiles pour diminuer le stress qui peut aggraver les tics. Cependant, leur évaluation est insuffisante.
Une association de familles peut aider à mieux comprendre ce syndrome et apprendre à mieux gérer le quotidien.

## Histoire et société

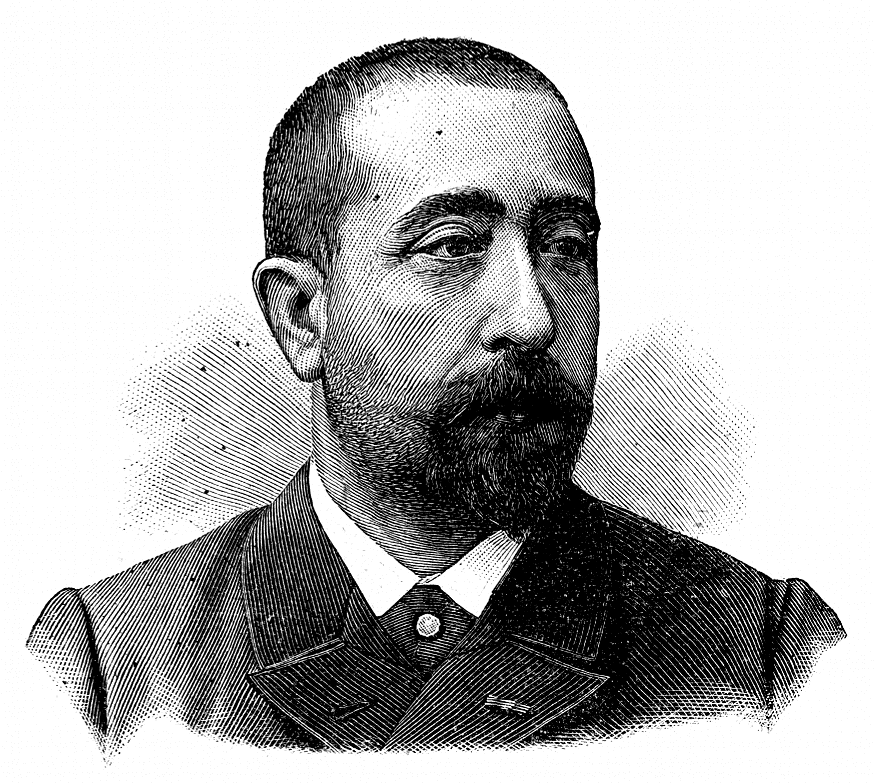
Portrait de Gilles de la Tourette

### Historique
Une première description est effectuée en 1825 par Jean Itard, médecin français, qui décrit les symptômes de la marquise de Dampierre, personnalité de la noblesse à l'époque. Jean-Martin Charcot, influent médecin français, confie à l'un de ses élèves en neurologie, Georges Gilles de La Tourette, l'étude de patients de l'hôpital de la Salpêtrière, dans le but de définir un symptôme distinct de l'hystérie et de la chorée (mouvements d'origine cérébrale qui sont irrépressibles et en dehors de toute volonté).
En 1885, Gilles de La Tourette publie un rapport sur neuf patients, Étude sur une affection nerveuse, et conclut au besoin de définir une nouvelle catégorie clinique. Le nom choisi par Charcot est finalement celui de « maladie de Gilles de La Tourette », en hommage à son élève.
Pendant un siècle, rien ne vient expliquer ou traiter les tics caractéristiques du syndrome, et une approche psychiatrique est privilégiée jusque dans le courant du vingtième siècle. La possibilité que les troubles du mouvement, dont le syndrome de Gilles de La Tourette, puissent être d'origine organique n'est envisagée qu'à partir de 1920, quand une épidémie d'encéphalites entre 1918 et 1926 entraîne ensuite une épidémie de troubles des mouvements et de tics.
Pendant les années 1960 et 1970, l’approche de ce syndrome fut modifiée par le traitement par l’halopéridol (Haldol), qui permet d’atténuer les tics. Depuis les années 1990, une approche plus nuancée est apparue et le syndrome est généralement considérée comme la combinaison d’une vulnérabilité biologique et d’une interaction avec des facteurs environnementaux. En 2000, la Société américaine de psychiatrie publia le DSM-IV-TR, qui modifie le texte du DSM-IV et n’impose plus, dans la liste des symptômes, que les tics provoquent une souffrance ou des mouvements incorrects.
Les découvertes depuis 1999 ont surtout eu lieu dans le domaine de la génétique, de l’imagerie cérébrale et de la neurophysiologie. De nombreuses questions restent ouvertes sur la meilleure façon de caractériser le syndrome de Gilles de La Tourette et sur le degré de proximité avec d’autres troubles des mouvements ou troubles psychiatriques. Les données épidémiologiques sont encore insuffisantes, et les traitements disponibles pour l’instant ne sont pas sans risque ni toujours bien tolérés par l’organisme.

## Personnalités atteintes du syndrome
De nombreuses personnalités célèbres se sont vu attribuer le syndrome Gilles de La Tourette, parfois de façon rétrospective plusieurs siècles après leur mort, et donc avec plus ou moins de fiabilité. Parmi elles, on peut citer :

### Musiciens
- Wolfgang Amadeus Mozart, compositeur autrichien (attribution par un médecin anglais dans les années 1990, non consensuelle)[58],
- Erik Satie, compositeur français[58],
- Basshunter, DJ suédois[59],[60],
- Billie Eilish, chanteuse américaine[61],
- Lewis Capaldi, chanteur écossais[62],
- TIX, chanteur norvégien. La chanson Fallen Angel qu'il présente à l'Eurovision 2021 parle de la dépression et du harcèlement qu'il a connus à cause des tics liés à ce syndrome[63].

### Écrivains
- Émile Zola, écrivain français[64],
- André Malraux, écrivain et homme politique français [64],[58],[65],
- Charles Dickens, écrivain britannique[58],
- Franz Kafka, écrivain pragois (austro-hongrois) de langue allemande[58],
- Samuel Johnson[66], écrivain, journaliste et critique britannique du XVIIIe siècle, auteur du Dictionary of the English Language,
- Brad Cohen (en)[67],[68], conférencier, enseignant, proviseur et écrivain américain.

### Sportifs
- Tim Howard[69], gardien de but de l'équipe américaine de football,
- Mahmoud Abdul-Rauf, joueur américain de basket-ball[70].

### Réalisateurs
- Olivier Vidal, réalisateur français[71],
- Shane Black, scénariste et réalisateur américain.

### Acteurs
- Vincent Lindon, acteur français[58],
- Jamie Grace Harper (en)[72], compositrice, chanteuse et actrice américaine.

### Vidéastes
- Germain O'Livry, dit Dr Nozman, vidéaste et vulgarisateur scientifique français[a].

## Fiction

### Littérature
- Dans le roman policier britannique The Shape of Snakes (2000) de Minette Walters (édition française : Un serpent dans l'ombre, Stock, 2001), une femme, Ann Butts surnommée « Annie la folle » (en anglais : « Mad Annie »), vivant dans un quartier déclassé de Londres, est marginalisée par son origine noire, son alcoolisme et un syndrome de Gilles de la Tourette qui la pousse à invectiver ses voisins ; elle meurt dans des circonstances obscures pendant l'hiver du Mécontentement de 1978[73].
- Le livre autobiographique Front of the Class: How Tourette Syndrome Made Me the Teacher I Never Had, coécrit par Brad Cohen (en) et Lisa Wysocky (2005), raconte la difficile carrière d'un enseignant (Brad Cohen) atteint de ce syndrome.
- Dans le roman jeunesse Parfois j'aimerais que ma vie ressemble à une comédie musicale, Actes sud jeunesse - 2023, Taï-Marc Le Thanh raconte l’histoire de Maxence, un adolescent atteint du syndrome de la Tourette.

### Cinéma
- Le premier grand rôle de l'actrice américaine Elle Fanning (âgée de neuf ans) est une enfant atteinte du SGT dans le film Phoebe in Wonderland (2008).
- Le film allemand Ein Tick anders (de) d'Andi Rogenhagen (2011) traite du SGT, sur le mode de la comédie, décrivant les situations sociales délicates que le syndrome peut provoquer.
- Le film américain The Road Within de Gren Wells (2014) est une comédie dramatique : il y est question notamment de Vincent, un jeune homme atteint du syndrome de Gilles de La Tourette, qui s'embarque dans un voyage, avec Marie et Alex, dans le but de répandre les cendres de la mère de Vincent dans l'océan.
- Dans le film The Square de Ruben Östlund (2017), coproduction suédoise, allemande, danoise et française, le syndrome de Gilles de La Tourette est illustré par l’utilisation de mots crus (coprolalie).
- Le film américain Brooklyn Affairs d'Edward Norton (2019) montre Lionel Essrog (joué par le réalisateur), un détective privé atteint du syndrome.
- Dans le film américain The Predator de Shane Black, le personnage de Baxley est atteint de ce syndrome.
- Dans le long-métrage tunisien Access Denied de Heifel Ben Youssef, le personnage principal Mohamed Ramzi Hamza est atteint de ce syndrome Tourette.

### Télévision
- Dans l'épisode 10 de la troisième saison de la série américaine Larry et son nombril, L'Inauguration, le chef cuisiner du nouveau restaurant de Larry est atteint du syndrome de Gilles de la Tourette et provoque des situation gênantes[74].

- Dans l'épisode 08 de la onzième saison de la série d'animation américaine South Park, Le Petit Tourette (2007, titre original en français), Eric Cartman simule un SGT (et particulièrement de coprolalie) pour insulter tout le monde en toute impunité.
- Le téléfilm américain Une leçon de vie (en anglais : Front of the Class), tiré du livre autobiographique de Brad Cohen (en), réalisé par Peter Werner et diffusé le 7 décembre 2008[75] sur le réseau CBS, raconte l'histoire authentique de Brad Cohen[67],[68], conférencier, enseignant, proviseur et écrivain américain atteint du syndrome de Gilles de la Tourette.